# Беренс, Николай Генрихович
Николай Генрихович Беренс (1862—1921) — российский полковник, военный деятель, представитель дворянского рода Беренс.

## Биография
Родился в имении родителей Витьбино Осташковского уезда Тверской губернии (ныне село Витьбино Осташковского района Тверской области). Потомок дворянского рода Беренсов и боярского - Квашниных.
После окончания Нижегородской военной гимназии, 13 сентября 1880 года был принят во 2-е военное Константиновское училище; 25 января 1882 года произведён в унтер-офицеры. По окончании училища 19 августа 1882 года был произведён в подпоручики с назначением в 8-й гренадерский Московский полк. Произведён в поручики со старшинством — 19 августа 1886 года; с 04 июля 1887 — поручик; 22 января 1892 года был назначен командующим 6-й ротой. В мае—июне 1896 года находился в составе коронационного отряда в Москве «по Случаю Коронования ИХ ИМПЕРАТОРСКИХ ВЕЛИЧЕСТВ»;  14 мая 1896 награждён орденом Св. Станислава 3-й степени. В 1898 году назначен штабс-капитаном 16-й роты; с 27 марта 1898 — капитан со старшинством; 27 июня 1898 произведён в капитаны. В 1903 — ротный командир-капитан; 25 октября 1903 года был назначен командующим 4-м батальоном, 16 октября 1904 назначен командующим 2-м батальоном, а 23 октября 1904 — командующим 4 батальоном на законном основании. 12 августа 1905 года получил орден Св. Анны 3-й степени; 05 октября 1905 назначен командующим 4 батальоном; 21 февраля 1906 принял 10 роту на законном основании. 25 октября 1906 награждён орденом Св. Станислава 2-й степени за отличное окончание курса офицерской стрелковой школы. Имел «Красный Крест в память Русско-Японской войны 1904-1905»". 29 апреля 1908 назначен командиром 4 батальона. Произведён в подполковники — 11 марта 1909 года;  28 июня 1909 назначен командиром 1-го батальона (с 30 января 1910 — временно командующий 1-м батальоном). В октябре 1910 назначен командиром 3 батальона на законном основании. 05 февраля 1913 года — награждение орденом Св. Анны 2-й степени. В 1914 году — награждение орденом Св. Владимира 4-й степени. 20.01.1915 Прикомандирован к 5-му Гренадёрскому Киевскому полку 20 января 1915 года; назначен командиром 3-го батальона на законном основании 7 января 1915 года. 30 июля 1915 вступил во временное командование 8-м Гренадерским Московским полком. 25 августа 1915 произведён в полковники, со старшинством от 6 декабря 1914 года. В мае 1917 — награждение орденом Св. Владимира 3-й степени. 05 февраля 1917 назначен командиром 679 Любимского пехотного полка на законном основании января 23 дня 1917 года. 14.06.1917 эвакуирован по болезни. 19.05.1921 умер.

## Известные родственники
Родион Несторович (пра(13)дед) — московский боярин времен Московского князя Даниила Александровича.
Иван Родионович Квашня (ум. 1390) (пра(12)дед) — московский боярин времен Дмитрия Донского.
Jan Berens (1640-1703) - генерал-майор Войска Польского, командующий и фортификатор г. Львова.
Андрей Валерьевич Зиновьев (род. 1969) (правнук) - российский орнитолог.